# Catoptria aetnella
Catoptria aetnella là một loài bướm đêm trong họ Crambidae.